# دیر سنبل، حماة
دیر سنبل (به عربی: دیر سنبل) یک روستا در سوریه است که در ناحیه قلعه المضیق واقع شده‌است. دیر سنبل ۱٬۰۳۷ نفر جمعیت دارد.